# Рак стравоходу
Рак стравоходу — злоякісна пухлина, яка може локалізуватися у будь-якому відділі стравоходу. Рак стравоходу характеризується безсимптомністю або малосимптомністю на ранніх стадіях захворювання (40 % випадків безсимптомного перебігу), найчастішими з яких є втрата ваги, дисфагія та біль у грудній клітці, пізніше приєднуються також біль при ковтанні та біль в епігастрії, або відчуття стороннього тіла при ковтанні. Рак стравоходу є однією із найбільш агресивних злоякісних пухлин, яка характеризується швидким метастазуванням, що разом з утрудненою діагностикою та внаслідок цього низькою ефективністю лікування захворювання призводять до пізньої діагностики та високої смертності від даної хвороби.

## Епідеміологія
За оцінками дослідників, рак стравоходу займає 14 місце по поширеності серед злоякісних пухлин (за деякими оцінками навіть 8 місце) та 7 місце серед причин смертності від злоякісних пухлин. У світі щорічно реєструється 8 мільйонів нових випадків захворювання на рак стравоходу та 5,2 мільйона випадків смерті від цієї хвороби. Поширеність раку стравоходу є значно вищою в азійських країнах, а також у Південній Африці. Пояс високого розповсюдження раку стравоходу в Азії йде від східної Туреччини, півночі Ірану через країни Середньої Азії до центральних районів Китаю та Японії, а також захоплює південні райони Сибіру. У США щорічно реєструється 13500 нових випадків раку стравоходу, 8000 з яких припадає на плоскоклітинний рак, що більше розповсюджений (у 4—5 разів) серед чорношкірого населення, ніж у білого населення; решта випадків припадає переважно на аденокарциному стравоходу, яка більше (у 4 рази) спостерігається у європеоїдного населення. В Україні щорічна захворюваність на рак стравоходу складає 7 випадків на 100 тисяч населення серед чоловіків та 1 випадок на 100 тисяч населення серед жінок, загальна смертність від захворювання складає 3 на 100 тисяч населення; п'ятирічна виживаність хворих раком стравоходу складає лише 6,3 %. У всьму світі рак стравоходу частіше зустрічається у чоловіків, ніж у жінок (за різними оцінками, від 2—3 до 5—10 разів частіше), пік захворюваності припадає на вік 50—60 років, особи у віці більше 70 років складають 40 % хворих на рак стравоходу.

## Етіологія
Етіологічні чинники розвитку раку стравоходу достеменно не встановлені. Найчастішими факторами ризику розвитку раку стравоходу є тютюнопаління, зловживання алкоголем, вживання гострої їжі, опіки стравоходу гарячою їжею або хімічні опіки лугами, синдром Пламмера-Вінсона, дефіцит рибофлавіну або нікотинової кислоти, опромінення стравоходу. Одним із найважливіших сприяючих факторів розвитку раку стравоходу вважається гастроезофагеальна рефлюксна хвороба, на фоні якої формується стравохід Барретта, у метаплазованих клітинах якого і формується рак стравоходу. за даними наукових досліджень, сприяючим фактором у розвитку раку стравоходу є також вірус папіломи людини, та бактерії Porphyromonas gingivalis і Tannerella forsythia.

## Класифікація

### Класифікація за системоюTNM
T — первинна пухлина
- Tis — карцинома in situ;
- T1 — власна пластинка або слизова оболонка;
- T2 — пухлина м'язового шару;
- T3 — адвентиція;
- T4 — ураження пухлиною суміжних структур;

N — метастази в регіонарні лімфатичні вузли
- Nx — дослідження регіональних лімфовузлів не проводилося;
- N0 — немає даних про ураження лімфовузлів;
- N1 — є уражені лімфовузли;

M — віддалені метастази
- Mx — дослідження для визначення віддалених метастазів не проводилось;
- M0 — немає ознак віддалених метастазів;
- M1 — є віддалені метастази.[4]

### Морфологічна класифікація
Найчастішим морфологічним типом раку стравоходу є плоскоклітинний рак. Друге місце серед злоякісних пухлин стравоходу займає аденокарцинома. Іншими рідкими типами раку стравоходу є веретеноподібна карцинома, бородавкова карцинома, псевдосаркома, мукоепідермоїдна карцинома, аденоплоскоклітинна карцинома, циліндрома, первинна вівсяноклинна карцинома, хоріокарцинома, карциноїдна пухлина, саркома, первинно-злоякісна меланома, у 3 % випадків зустрічається також метастатичний рак стравоходу.

## Клінічна симптоматика
Рак стравоходу часто (близько 40 % випадків) на ранніх стадіях перебігає безсимптомно. Найчастішими початковими симптомами захворювання є дисфагія, втрата ваги та біль у грудній клітці. Пізніше приєднуються також біль при ковтанні та біль в епігастрії, або відчуття стороннього тіла при ковтанні, поступово наростає дисфагія та біль при ковтанні, із ростом пухлини наростає також втрата ваги. У хворих може при рості пухлини розвиватися ураження зворотного гортанного нерва, що призводить до втрати голосу і хрипоти, ураження симпатичних нервів призводить до розвитку синдрому Горнера, ураження інших нервів може спричинювати біль у спині, гикавку або параліч діафрагми. При розвитку метастазів у плевру може спостерігатися ексудативний плеврит, при ураженні легень може спостерігатися задишка. Ріст пухлини в просвіт стравоходу спричинює появу блювання, у тому числі з кров'ю, мелену, анемію, аспірацію блювотних мас та кашель. Подальший ріст пухлини може спричинювати виникнення стравохідно-трахеобронхіальних нориць, наслідком яких може бути виникнення пневмоній та абсцесів легень. При прогресуванні захворювання можуть також спостерігатися болі в кістках, синдром верхньої порожнистої вени, а також поява метастатичного асциту.

## Діагностика
Для діагностики раку стравоходу застосовуються рентгенологічні, інструментальні, загальноклінічні та цитологічні обстеження.
Початковим методом для діагностики раку стравоходу є фіброгастродуоденоскопія. Для точнішого визначення місця ураження проводиться ендоскопічне обстеження з біопсією та цитологічним дослідженням взятого матеріалу. Для точного визначення місця ураження та місця біопсії проводиться ендоскопічне обстеження з хромоскопією поверхні з 2,5 % розчином Люголя. Також для визначення більш повної глибини та локалізації пухлини застосовується відеоендоскопічне обстеження.
Рентгенологічні методи застосовуються як для первинної діагностики пухлини, так і для визначення ступеня звуження стравоходу. Застосовуються як класичний рентгеноскопічний метод обстеження з контрастом сульфатом барію переважно для визначення ступеня прохідності та розширення стравоходу. Для первинної діагностики пухлини стравоходу застосовується комп'ютерна томографія, у тому числі з денситометричною обробкою зображення, а також спіральна комп'ютерна томографія. Проте навіть застосування цих методів не завжди дає можливість точної діагностики пухлини, тому для більш точної діагностики застосовується поєднана позитрон-емісійна томографія з комп'ютерною томографією, що дозволяє оцінити ступінь морфологічних і функціональних змін під час одного обстеження.
Для уточнення діагнозу та для визначення глибини проростання пухлини проводиться ендоскопічне ультразвукове обстеження. Це обстеження також можна проводити для визначення динаміки патологічного процесу.
Для уточнення діагнозу також застосовується біопсія пухлини, після виконання якої проводиться імуногістохімічне та цитогенетичне дослідження біоптату.

## Лікування
Лікування хворих раком стравоходу є комплексним і включає хімієтерапію, променеву терапію та оперативне лікування.
Основним та радикальним методом лікування раку стравоходу є оперативне лікування. На I стадії та при карциномі in situ цей метод є основним, та не потребує додавання хімієтерапевтичних препаратів та променевої терапії, також на цій стадії спостерігаються найкращі результати лікування хворих. У II та III стадіях захворювання окрім оперативного лікування застосовується також як доопераційна, так і післяопераційна променева терапія. Також застосовуються як передопераційна хімієтерапія, яка має на меті зменшення поширеності пухлинного процесу, зниження загрози поширення мікрометастазів через пошкоджені оперативним втручанням кровоносні і лімфатичні судини, досягнення місцевого контролю над пухлиною та збільшення ефективності хірургічного лікування; післяопераційна хімієтерапія направлена на ерадикацію пухлинних клітин та метастазів, які залишились після операції. З хімієтерапевтичних препаратів при раку стравоходу застосовують найчастіше препарати платини (цисплатин, рідше оксаліплатин), 5-фторурацил, капецитабін, паклітаксел, гефітиніб, ерлотиніб, цетуксимаб, трастузумаб. Проте, попри застосування сучасних методів діагностики та лікування, прогноз у більшості випадків раку стравоходу залишається негативним у зв'язку із пізньою діагностикою захворювання та відсутністю єдиної тактики в засобах і методах лікування хворих на рак стравоходу.